# Dichromia sextalis
Dichromia sextalis är en fjärilsart som beskrevs av Walker 1859. Dichromia sextalis ingår i släktet Dichromia och familjen nattflyn. Inga underarter finns listade i Catalogue of Life.